# Arkadiusz Wuwer
Arkadiusz Wuwer – polski teolog, doktor habilitowany nauk teologicznych.

## Życiorys
W 1990 roku ukończył studia magisterskie na Uniwersytecie Papieskim Jana Pawła II w Krakowie z teologii. 
4 października 2000 roku ukończył studia trzeciego stopnia na Uniwersytetecie Śląskim w Katowicach, zakończone uzyskaniem stopnia doktora nauk humanistycznych z socjologii na podstawie pracy pt. Una Universitá in transizione: la Pontificia Universitá San Tommaso d'Aquino. Il punto di vista dei docenti. Ricerca empirica. 
27 września 2012 roku uzyskał stopień doktora habilitowanego nauk humanistycznych na Wydziale Teologicznym Uniwersytetu Śląskiego na podstawie rozprawy pt. Zasada subsydiarności. Perspektywa nauczania społecznego Kościoła.
Od 2001 roku pracuje w Uniwersytecie Śląskim w Katowicach.